# Im Giftstrom

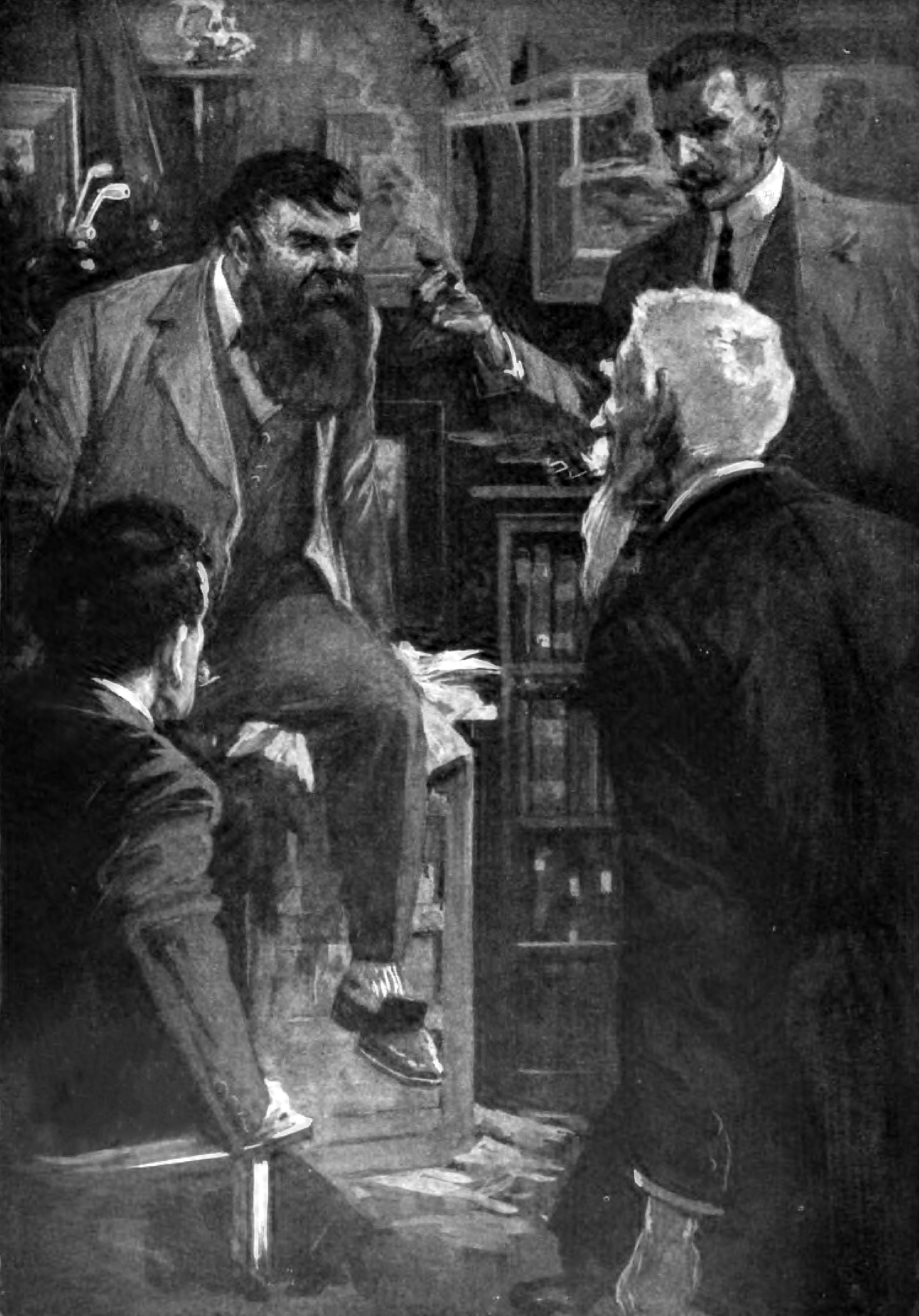
Der sitzende Professor Challenger. Illustration von `Im Giftstrom` im Strand Magazine.

Im Giftstrom (auch Das Ende der Welt; im Original: The Poison Belt) ist ein 1913 erschienener Roman des britischen Schriftstellers Sir Arthur Conan Doyle. Im Zentrum der Erzählung steht eine herannahende Giftwolke, die das Ende der Menschheit ankündigt.
Diese zweite Folge der Challenger Stories gehört zu den früheren Science-Fiction-Romanen in englischer Sprache, greift jedoch zugleich auch Elemente des Abenteuerromans auf. Verbreitete deutsche Titelalternative ist Das Ende der Welt.

## Handlung im Überblick
Die Handlung setzt drei Jahre nach den Ereignissen aus Die vergessene Welt ein: Professor Challenger bestellt seine Freunde Professor Summerlee, Lord John Roxton und Reporter Malone zu einem Treffen in seine Villa ein. Dass er auf das Mitbringen von Sauerstoffflaschen besteht, ist geeignet, die Gentlemen zu irritieren.
In seinen Gemächern offenbart Challenger dann, dass er aus astronomischen Beobachtungen und Berichten über Unfälle überall auf der Welt abzuleiten vermochte, dass die Erde durch eine Region des Weltraums driftet, die für die Menschheit gefährliche Agenzien enthält: Einen Giftstrom.
Nachdem die Herren Challengers Haus versiegelt haben, beginnen sie zu überlegen, was getan werden kann, um die Katastrophe abzuwenden. Doch als die Giftwolke herannaht, flieht Challenger mit seinen Freunden in einen Keller, während seine treuen Diener standesgemäß an der Tür warten und in der Giftwolke zusammenbrechen.
Schließlich stellt sich heraus, dass der Effekt der Giftwolke nur ein temporärer war und die Menschen erfrischt wieder erwachen.